# Ola Svenneby

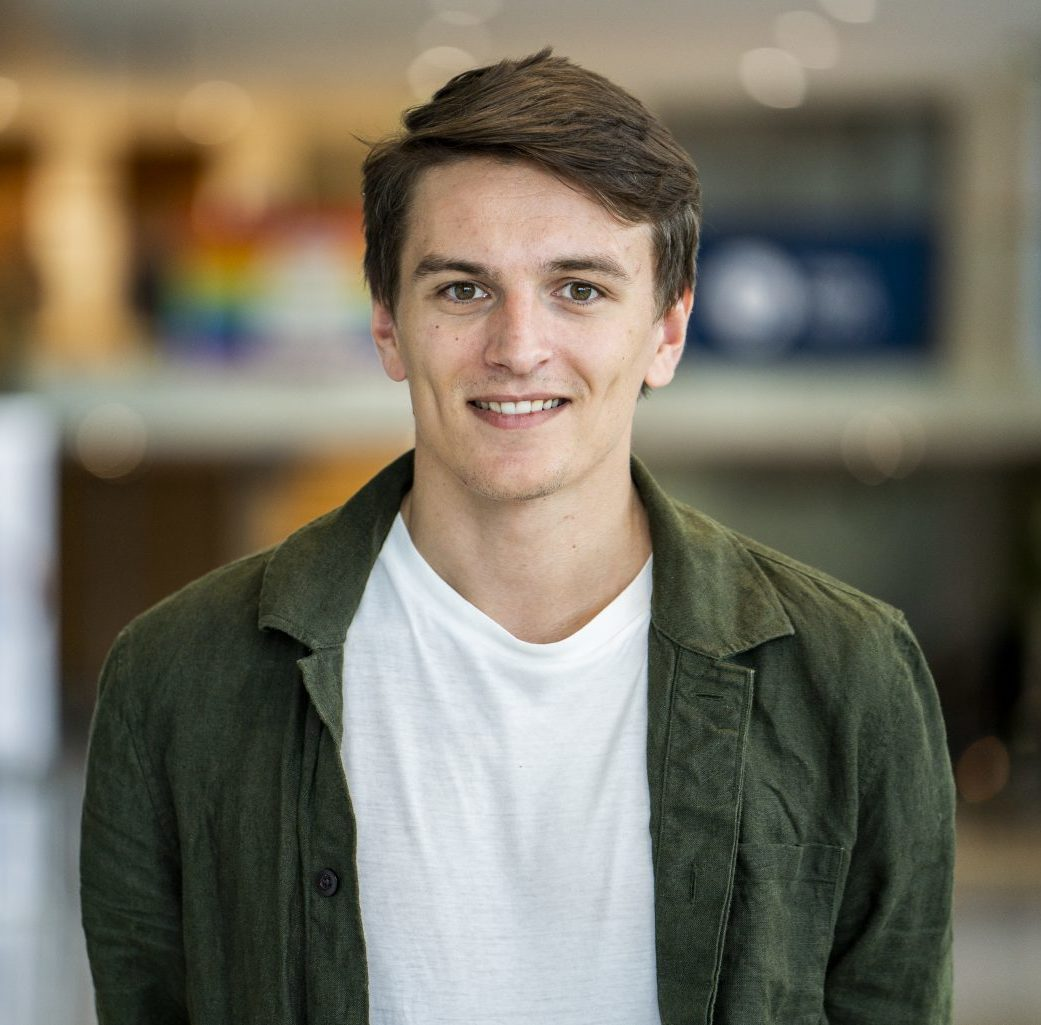
Ola Svenneby, 2021

Ola Svenneby (* 23. März 1997) ist ein norwegischer Politiker der konservativen Partei Høyre. Seit 2020 ist er Vorsitzender der Unge Høyre.

## Leben
Svenneby wuchs in der Kommune Våler auf. Ab 2018 fungierte er als zweiter stellvertretender Vorsitzender der Høyre-Parteijugend, der Unge Høyre. Im Oktober 2020 wurde er im Alter von 23 Jahren im Rahmen einer Kampfabstimmung zu deren Vorsitzenden gewählt. Bei der Parlamentswahl 2021 kandidierte Svenneby für den Wahlkreis Hedmark. Er konnte jedoch nicht ins norwegische Nationalparlament, das Storting, einziehen. Sowohl im Juni 2022 als auch im Juni 2024 wurde er als Vorsitzender der Unge Høyre wiedergewählt.
Im Vorfeld der Stortingswahl 2025 erhielt Svenneby den fünften Platz auf der Wahlliste der Høyre im Wahlkreis Oslo.

## Positionen
Svenneby befürwortet die Legalisierung von Haschisch und Cannabis. Im Mai 2024 begründete er die Position unter anderem damit, dass man damit den Markt von kriminellen Gangs angreife und diese somit bekämpfen könne.  Zudem gab er an, dass die Russfeiern vermutlich „besser, friedlicher und mit geringerem Übergriffsrisiko“ wären, wenn anstelle des umfassenden Alkoholkonsums Haschisch geraucht würde. Mit seiner Forderung stellte er sich gegen das Høyre-Parteiprogramm und die Parteivorsitzende Erna Solberg äußerte, dass sie mit dem Vorschlag überhaupt nicht einverstanden sei.